# Artamus mentalis
Artamus mentalis е вид птица от семейство Artamidae.

## Разпространение
Видът е разпространен във Фиджи.